# 多姆费瑟勒
多姆费瑟勒（法語：Domfessel，发音：[domfɛsəl]）是法国下莱茵省的一个市镇，属于萨韦尔讷区和英维莱尔县（Sarre-Union）。该市镇总面积6.23平方公里，2009年时的人口为302人。

## 人口
多姆费瑟勒人口变化图示